# Unitat d'aprenentatge
Una unitat d'aprenentatge (unit of learning, UoL) en IMS LD és un conjunt empaquetat de recursos i descripcions d'activitats i rols, juntament amb una descripció del mètode didàctic i els elements de seqüenciació que determinen el flux de les activitats d'aprenentatge.
Cada unitat d'aprenentatge  MS LD arriba empaquetada com un arxiu comprimit en format Zip que conté els elements següents:
- Un fitxer de manifest anomenat imsmanifest.xml en format XML, que conté la descripció del mètode didàctic, la seqüenciació del flux d'aprenentatge, la descripció de les activitats que componen el flux i dels rols que participen en les activitats.
- Fitxers amb tots els recursos accessibles mitjançant les activitats d'aprenentatge. Aquests fitxers poden arribar en diversos formats, com HTML, JavaScript, Applets Java o Adobe Flash. Per a reproduir-los, és imprescindible que el programa navegador (browser) de l'usuari estigui preparat per a interpretar-los correctament.
- Fitxers XHTML, que serveixen per a definir els valors que poden prendre les properties, que són certs elements del nivell B d'IMS LD, segons el valor de les quals es pot decidir presentar o no un contingut durant l'execució d'una activitat.